# Viérnoles
Viérnoles es una localidad del municipio de Torrelavega (Cantabria, España). Es la población más alejada de la capital del municipio, pues dista unos 3 kilómetros de Torrelavega y la única que tiene constituida una entidad local menor, dirigida por la Junta Vecinal. Está situado a unos 80 metros de altura y su población es de 869 habitantes (INE 2019).
Celebra fiestas con motivo de San Jorge el 23 de abril.

## Barrios

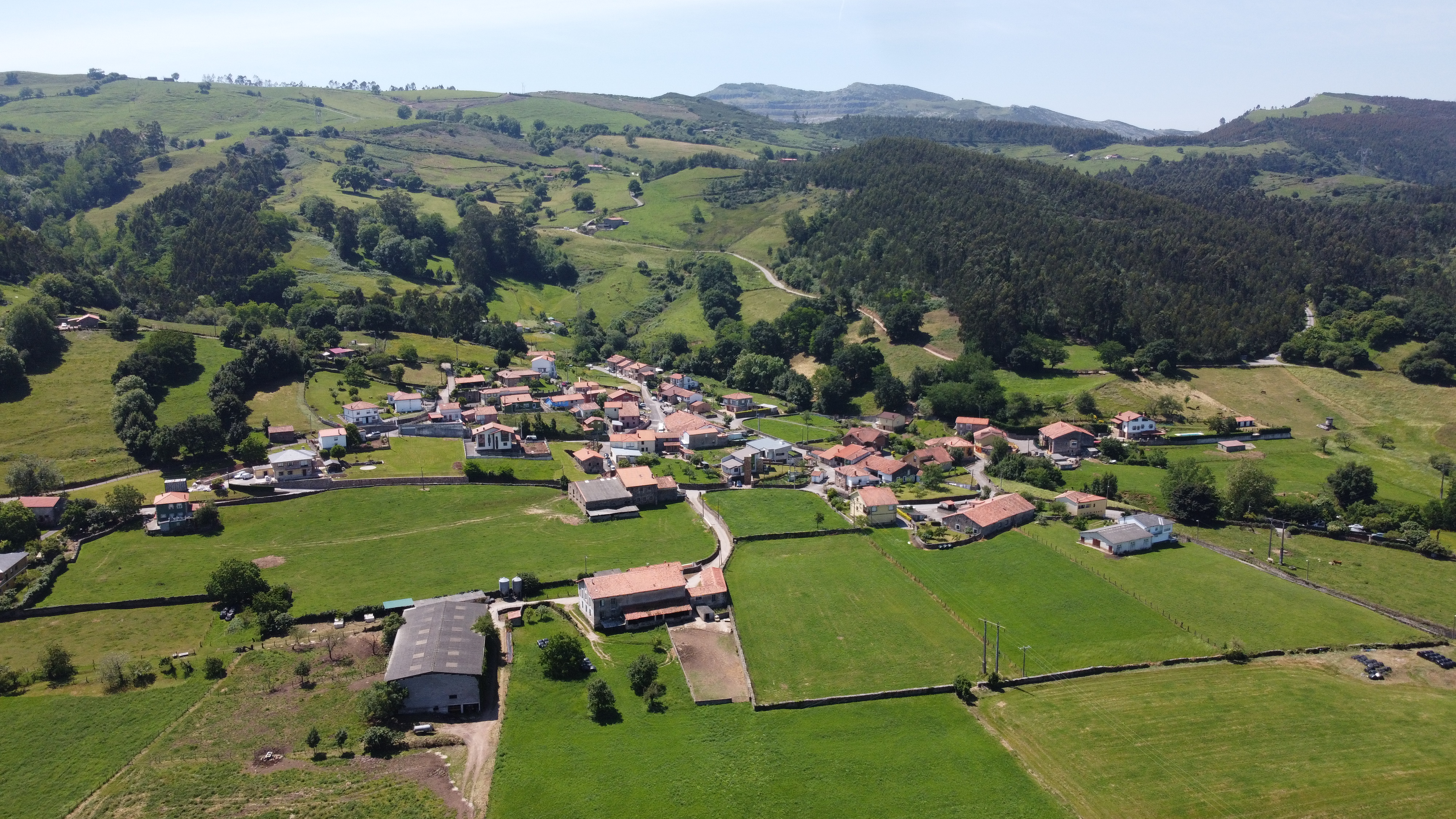
Barrio Radillo.

Se encuentra situado en la parte sur del municipio, entre el río Besaya que lo limita por el oeste y el monte Dobra, que queda al sur. Está dividido en varios barrios, que ya existían en el siglo XVIII: Paramenes, Hoz, Herrera, Río Riba, Radillo, Rodanil y la Robleda. Paramenes es el barrio central, se encuentra en lo alto, donde se ubica la iglesia. Los barrios Herrera y Hoz se encuentran junto al río Besaya, ubicados a lo largo de lo que sería un antiguo camino. Apartados, y pegados al monte Dobra se encuentran los barrios de Radillo o Río Riba. Rodanil es el barrio que queda a lo largo del camino de comunicación con Tanos y Torrelavega. Finalmente el barrio La Robleda situado a la derecha de la carretera general entrando en el pueblo comunica con el apeadero de Renfe.

## Historia
El documento más antiguo que cita a Viérnoles data del siglo IX, que menciona el lugar como “Vermulas” y como uno de los territorios del Monasterio de Santa María de Yermo. Posteriormente pasó a poder señorial, apareciendo entre los bienes de la casa de la Vega, siendo uno de los lugares en los que Garci Lasso de la Vega I El Viejo tenía propiedades.
A pesar de este dominio señorial, la jurisdicción correspondía al rey, produciéndose en el siglo XV enfrentamientos por este motivo. En 1531, Íñigo López de Mendoza y Pimentel vendió a un vecino de Guadalajara "el patronazgo y diezmo de San Román de Viérnoles", entre otros. Se inicia así la época del predominio de los linajes locales. 
En el siglo XVI era en población mayor que la Vega y la más rica de las que actualmente forman el municipio, contribuyendo a la alcabala del mayorazgo con un importe mayor. Todo ello se debe, en gran medida, a la ferrería de la Rucha, documentada desde 1398 y vinculada a la familia Velarde, lo que motivó en su momento enfrentamientos con el Marqués de Santillana, debido a la gran cantidad de madera que necesitaba para su funcionamiento. Durante toda la Edad Moderna fue la segunda más importante de Cantabria, con su propiedad muy fragmentada entre diversos vecinos. El catastro de Ensenada la mencionaba en 1752. En 1775 se produjo una importante riada en el Besaya que afectó, entre otros, a esta localidad y a la ferrería. La decadencia se produjo en el siglo XIX, afectado por la Independencia de la América hispana, continuando en funcionamiento hasta 1847.
Durante la Edad Moderna se produjo, como en otras localidades cántabras, el fenómeno de la emigración, dirigiéndose en su mayor parte a Andalucía, en particular a Cádiz. Los otros destinos eran Madrid y América.
En 1822 se constituyó en ayuntamiento (formado por Campuzano, Cohicillos, La Montaña, Lobio, Tanos y Viérnoles), pero en 1835 se integró en el de Torrelavega, al que pertenece en la actualidad.

## Economía
Las actividades económicas preponderantes en este núcleo rural son la industria y la ganadería. 
Tradicionalmente se obtenía madera del monte, en particular roble y haya, que han desaparecido prácticamente, sustituidos por el eucalipto. La Junta Vecinal explota los bosques de eucaliptos, siendo estos ingresos por la subasta de madera de los montes de su propiedad la mayor parte de su presupuesto.
Tiene apeadero de Adif en la línea de cercanías de Cantabria. Por esta localidad pasa la Autovía de la Meseta.

## Patrimonio

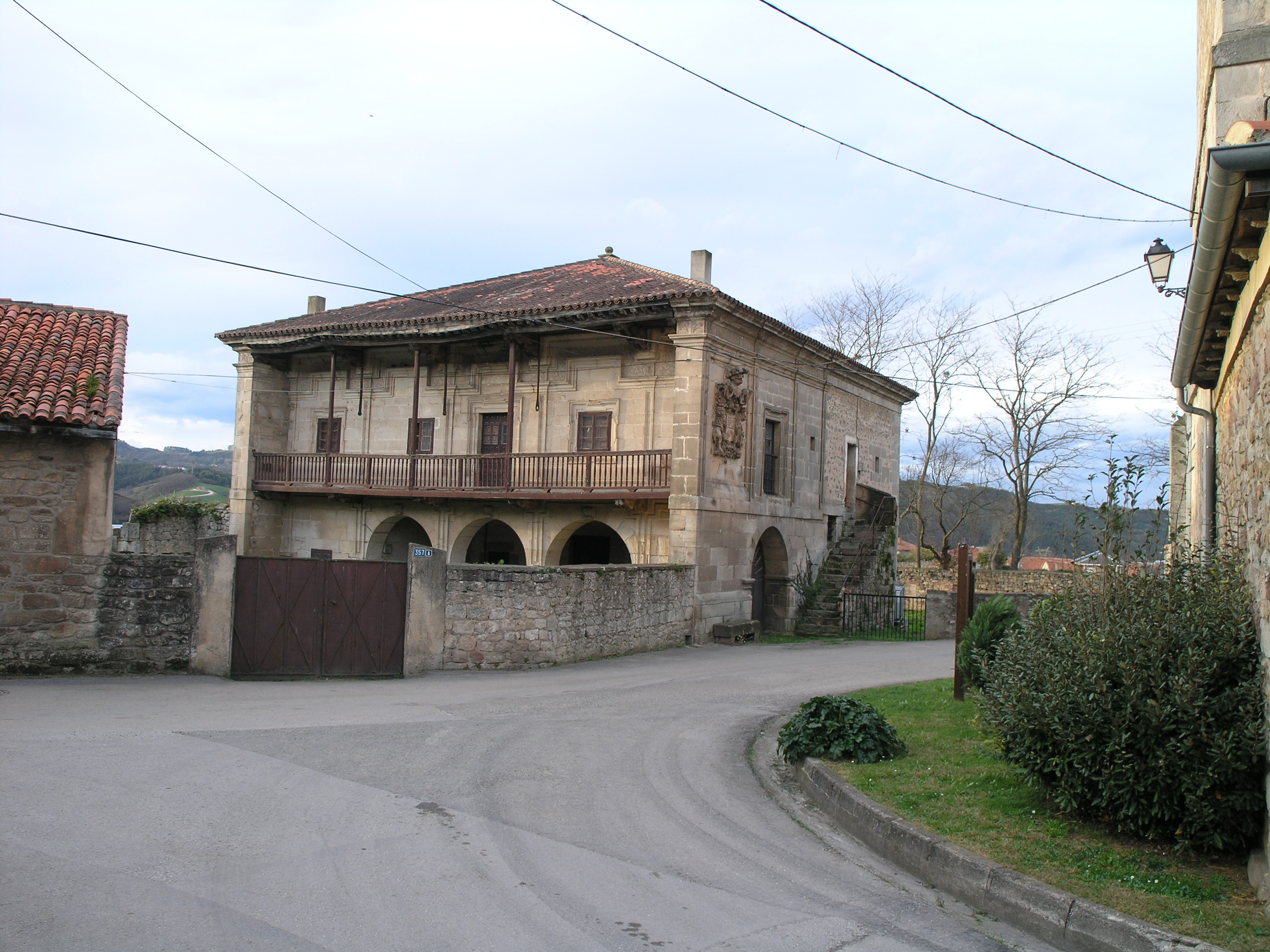
Casa de Sánchez de Bustamante.

Su patrimonio civil es el más destacado dentro del municipio de Torrelavega, conservándose toda una serie de palacios y casonas de los siglos XVII al XIX, aunque algunas en mal estado de conservación. Entre ellas, cabe citar:
- Casa de Velarde (barrio de Herrera). Declarada Bien de Interés Local en 2002. Se trata de una edificación erigida a finales del siglo XVII. La casa consta de un edificio principal o noble, un edificio contiguo que originalmente pudo estar destinado a las caballerías, una gran corralada que hace las veces de patio articulador del conjunto y una sencilla portalada de acceso. El edificio principal posee planta cuadrangular, dos alturas y tejado a cuatro aguas; los muros están armados en piedra de sillería.
- Casa gótica (barrio de Rodanil). Data del siglo XV. Edificio de planta cuadrada y un solo piso, con una fachada de socarreña central y dos alas. Construida en mampostería con sillares para esquinales y abertura de vanos.
- Casa de Rodríguez (barrio de Rodanil). Conjunto de casa y torre. La casa es anterior, presenta un cuerpo de habitación del siglo XVII (aunque, tal como se presenta la fachada actualmente, debe datar de la primera mitad del siglo XVIII), de dos plantas, un escudo timbrado por yelmo con las armas de los Rodríguez y está construida en sillería. La torre está construida en sillería y mampostería.
- Casa de Sánchez de Bustamante o "Casa de los Leones" (barrio de Paramenes). Se edificó en estilo barroco hacia 1740-50. En un lateral de la casa figura un escudo de armas que tiene dos leones coronados como soporte, de donde toma el nombre. La casa tiene dos plantas. La fachada de sillería presenta un soportal de tres arcos de medio punto.
- Casa de Antonio Ruiz Castañeda y Ceballos (barrio de Paramenes). Fue mandada edificar antes de 1736. Su fachada principal es de sillería, en la que se ve el escudo con las armas de Ruiz Castañeda y Ceballos. El entablamento muestra arquitrabe, friso y cornisa muy elaborado.

En cuanto al patrimonio religioso, destaca la Iglesia parroquial de San Román. De la construcción de mediados del siglo XVI solo queda la cabecera, de estructura gótica con decoración renacentista. Se fueron haciendo reformas y obras en los siglos siguientes. De 1733 son dos tramos de nave con muros exteriores de sillería.

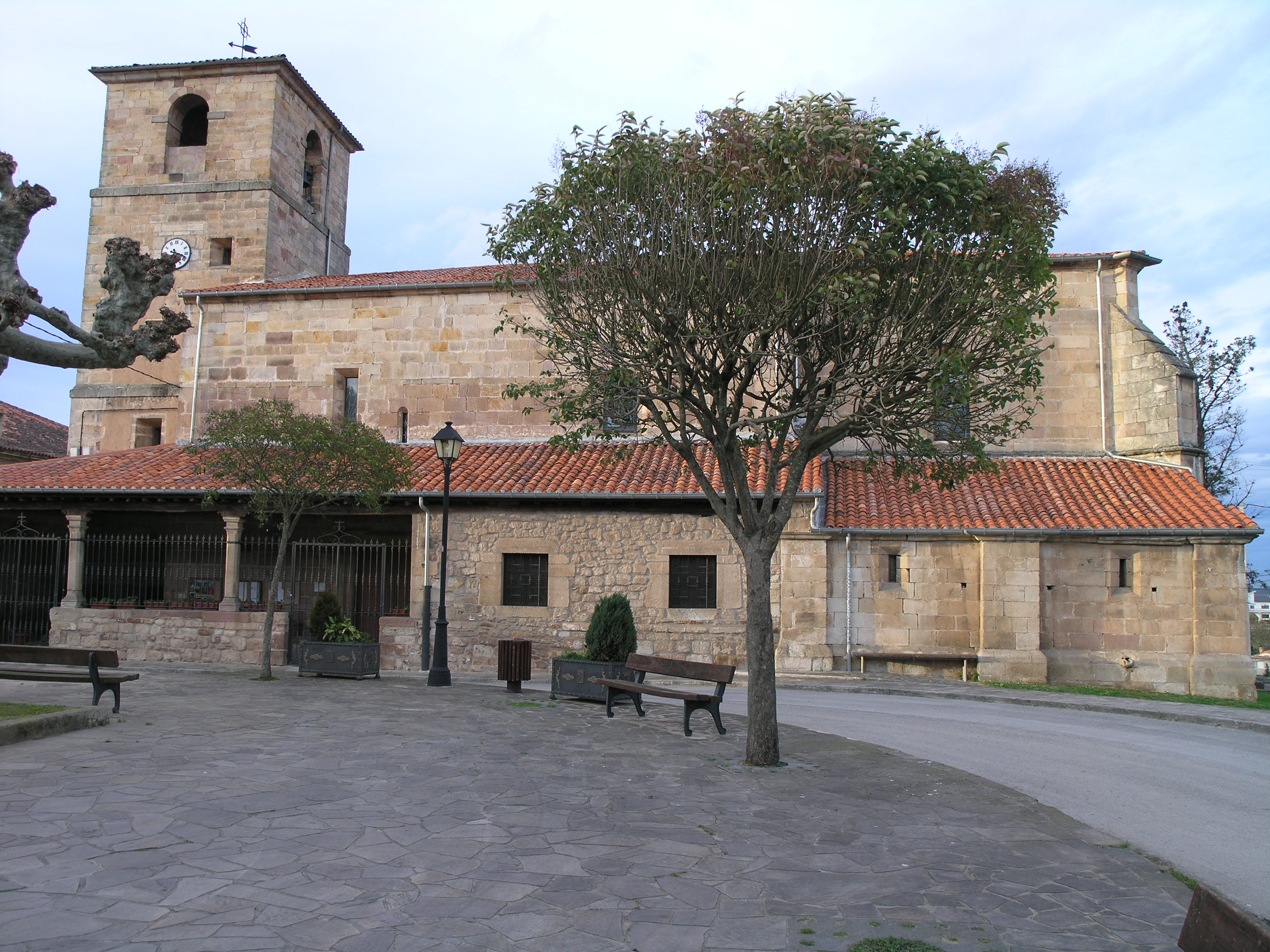
Iglesia de San Román.

## Recursos naturales

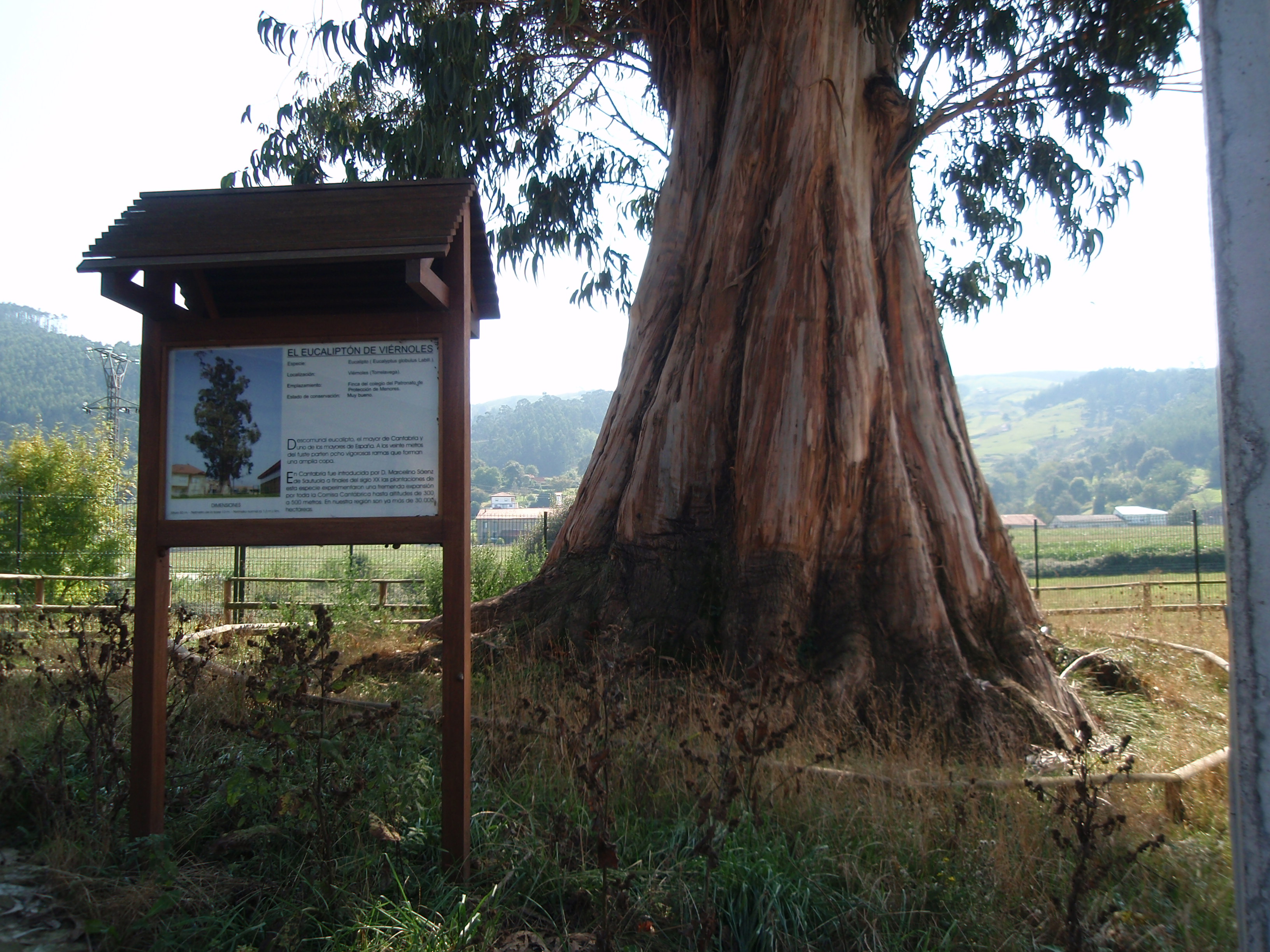
Eucaliptón de Viernoles; árbol N.º 7 del inventario de Árboles Singulares de Cantabria.

En el patrimonio natural destaca el "eucaliptón", N.º 7 del Inventario de Árboles singulares de Cantabria a pesar de pertenecer a la especie foránea Eucalyptus globulus Labill, (Eucalyptus); según la Dirección General de Montes, es un ejemplar descomunal, el mayor de Cantabria y uno de los mayores de España. Cuenta con una altura de más de 50 metros, un perímetro de circunferencia en la base de 13 metros, y de 9 metros a 1,3 m del suelo; a los veinte metros del fuste parten ocho vigorosas ramas que forman una amplia copa; se encuentra en un estado de conservación muy bueno.
Además, el pueblo está justo al pie del monte Dobra, el pico más alto del municipio (605 metros de altitud) y una de las montañas más frecuentadas debido a su cercanía a la ciudad de Torrelavega, existiendo un sendero señalizado desde el pueblo para ascender a este pico.